# 大島警察署
大島警察署（おおしまけいさつしょ）は、東京都大島町元町にある、警視庁が管轄する警察署の一つである。
警視庁第一方面に属し、大島町と利島村を管轄している。署員数、約40名。

## 管轄区域
- 大島町、利島村

## 所在地
- 東京都大島町元町一丁目15番6号

## 沿革
- 1878年（明治11年）：大島警視出張所として発足。
- 1919年（大正8年）：京橋築地警察署大島分署となる。
- 1926年（大正15年）：大島警察署に昇格。
- 2002年（平成14年）3月：現庁舎完成。

## 組織
- 署長（警視）
- 警務係 - 総務、警務、教養、留置、会計、厚生
- 警備係 - 事務(交)、交通捜査、外勤(交)、機動警ら、警備、公安、地域
- 捜査係 - 捜査、記録、鑑識、防犯、生活安全相談、保安、生活経済、生活環境、少年、組織犯罪対策、暴力団 対策、薬物銃器対策

## 駐在所

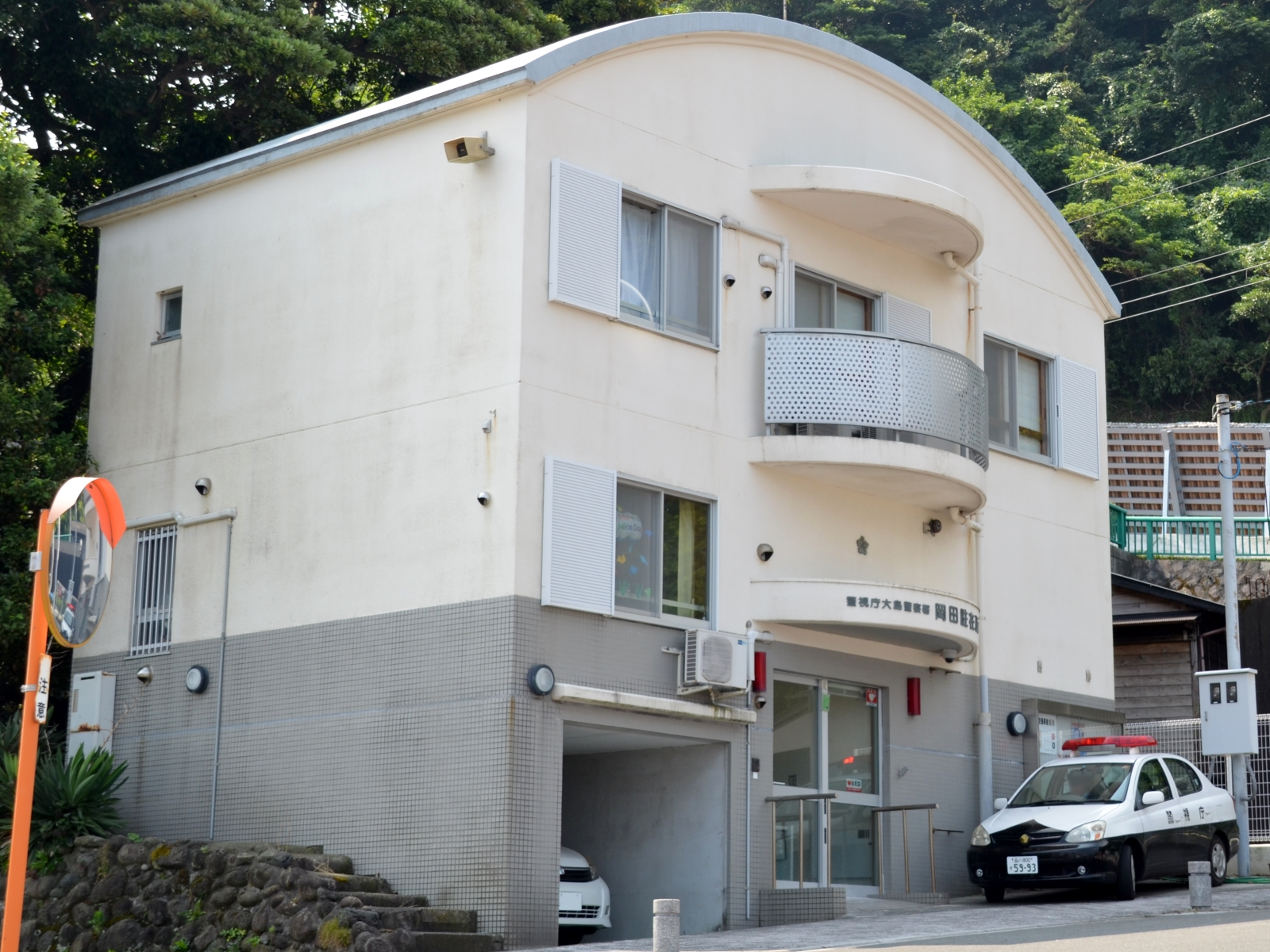
岡田駐在所

### 大島町
- 岡田駐在所（大島町岡田1番地）
- 大島北部駐在所（大島町岡田字川の道71番地4）
- 泉津駐在所（大島町泉津28番18）
- 北の山駐在所（大島町元町字地の岡65番地104）
- 野増駐在所（大島町野増ヲワナ256番地1）
- 間伏駐在所（大島町野増字間伏ミヤノブ）
- 差木地駐在所（大島町差木地4番地）
- 大島南部駐在所（大島町差木地字クダッチ）
- 下地駐在所（大島町差木地字下原1013番地21）
- 波浮港駐在所（大島町波浮港16番地）

### 利島村
- 利島村駐在所（利島村315番地）

## 警備派出所

### 大島町
- 外輪山警備派出所（大島町元町字上山622番地7）